# Стадион мира и дружбы
Стадион мира и дружбы (греч. Στάδιο Ειρήνης και Φιλίας) — многофункциональный закрытый стадион, расположенный в прибрежной зоне греческого города Пирей.

## История
Стадион мира и дружбы в Пирее был спроектирован компанией «Тимиос Папагианнис и партнёры» (англ. Θύμιος Παπαγιάννης και Σία). На его строительство израсходовано € 25 млн (по ценам 1983 года). Арена построена рядом со стадионом «Караискакис» в прибрежной зоне Аттики. Торжественное открытие стадиона состоялось 16 февраля 1985 года во время первого всегреческого чемпионата по лёгкой атлетике в помещении, а уже в марте он принял чемпионат Европы по лёгкой атлетике в помещении. В 1989 году арена приняла первый в истории чемпионат Греции по хоккею с шайбой.
В 1991 году арена получила золотую награду от Международной организации спортивных сооружений.
С сезона 1991/1992 Стадион мира и дружбы является домашней ареной профессионального баскетбольного клуба «Олимпиакос». С 2011 года здесь же расположена штаб-квартира команды.
В апреле 2002 года для подготовки к Олимпийским играм 2004 года арена была закрыта на реконструкцию, на которую было затрачено € 7,3 млн. На Олимпиаде в её стенах были проведены мужские и женские волейбольные турниры.
Стадион мира и дружбы помимо спортивных мероприятий иногда принимает и прочие культурные мероприятия: саммиты, мотокроссовые соревнования, концерты. В разное время здесь выступали Scorpions, Deep Purple, Dire Straits, Фил Коллинз, Глория Эстефан и другие всемирно известные артисты.